# Johan Rodríguez
Johan Rodríguez (* 15. August 1975 in Monterrey, Nuevo León) ist ein ehemaliger mexikanischer Fußballspieler, der meistens im Mittelfeld agierte.

## Leben

### Verein
Rodríguez begann seine Profikarriere beim Hauptstadtverein CD Cruz Azul, bei dem er zwischen 1996 und Ende 1998 unter Vertrag stand und mit dem er das Winterturnier 1997 der mexikanischen Meisterschaft gewann. Anschließend spielte er während der nächsten Jahre für Santos Laguna, in deren Reihen er im Sommer 2001 zum zweiten Mal Meister wurde. Danach hatte er kurze Engagements beim Club Necaxa und Monarcas Morelia, bevor er seine aktive Laufbahn in der Saison 2006/07 in Reihen des Querétaro FC ausklingen ließ.

### Nationalmannschaft
Sowohl das erste als auch sein letztes seiner 17 Länderspiele für die mexikanische Nationalmannschaft wurde mit 0:2 gegen die Auswahl der USA verloren. Handelte es sich bei seinem Debüt am 25. Oktober 2000 noch um ein Testspiel, so bedeutete die Niederlage am 17. Juni 2002 das Ausscheiden der Mexikaner bei der Fußball-Weltmeisterschaft 2002.

## Erfolge
- Mexikanischer Meister: Invierno 1997, Verano 2001